# María Andresa Casamayor
María Juana Rosa Andresa Casamayor de La Coma (Zaragoza, 30 de noviembre de 1720-Zaragoza, 23 de octubre de 1780) fue una matemática, escritora y maestra de niñas española que destacó en el manejo de los números y en la aritmética, áreas que en aquella época eran habituales de hombres y no de mujeres. Es la única científica española del siglo XVIII de la cual se conserva su obra, por lo cual el Tyrocinio aritmético, instrucción de las cuatro reglas llanas... es el primer manual científico escrito por una mujer en España.

## Infancia
Nació el 30 de noviembre, día de San Andrés, de 1720, siendo bautizada al día siguiente en la Iglesia del Pilar como María Juana Rosa Andresa. María Andresa vivió su niñez en una casa de la calle del Pilar en el seno de una rica familia de comerciantes textiles. Su padre fue el mercader francés Juan Joseph Casamayor nacido en Oloron (Francia), hijo de María Abales y Juan Casamayor, y su madre la zaragozana Juana Rosa de La Coma, hija del mercader Juan de La Coma y de María Alexandre. En aquellos años, la colonia francesa dominaba el comercio de Zaragoza conformando un numeroso grupo de población con fuertes interrelaciones comerciales y familiares. El matrimonio de los padres tuvo lugar el 13 de abril de 1705, siendo María Andresa la séptima de 9 hijos.

## Obras
Escribió, a los 17 años, dos textos sobre aritmética:

### Tyrocinio aritmético
- El primero, titulado Tyrocinio aritmético, instrucción de las quatro reglas llanas... (Zaragoza: Joseph Fort, 1738),[4] Desde el punto de vista matemático, el libro está escrito en un lenguaje ágil y eminentemente práctico, con una gran cantidad de ejemplos y casos reales que permiten al lector aprender de forma directa el manejo de las cuatro reglas del álgebra menor: suma, resta, multiplicación y división. Además, muestra un conocimiento preciso de las unidades de longitud, peso, moneda, etc. utilizadas en Aragón, junto a sus equivalencias; medidas que se manejaban a diario en el comercio del siglo XVIII.[5] En la censura del libro, el dominico fray Pedro Martínez, amigo y colaborador de María Andresa, desvela uno de los motivos de su publicación: "su fin, en esta Obrilla sólo es facilitar esta instrucción a muchos, que no pueden lograrla de otro modo" . Así, en el perfil de María Andresa Casamayor se puede destacar una gran habilidad aritmética y una profunda preocupación por la educación.

La autora firma con un seudónimo masculino, Casandro Mamés de La Marca y Araioa. Esta firma es un perfecto anagrama, mismas letras en diferente orden, de su nombre María Andresa Casamayor de La Coma. Curiosamente esta noticia, sacada de la cita de Félix Latassa en su monumental obra Biblioteca nueva de los escritores aragoneses, contiene un error, ya que Latassa la nombra como "María Andrea" en lugar de María Andresa, un equívoco que ha llegado hasta nuestros días.
Casandro se reconoce como "discípulo de la Escuela Pía" y dedica el Tyrocinio a la misma "Escuela Pía del Colegio de Santo Tomás de Zaragoza". El único ejemplar de esta obra se conserva en la Biblioteca Nacional de España.

### El Parasi solo
- El segundo, El Parasi solo, fue un manuscrito de 109 hojas sobre aritmética avanzada que no llegó a publicarse ni se conserva. Su traducción (aproximada) del latín es "Prepara tu suelo". Era un manuscrito que incluía tablas de raíces para poder realizar cálculos "sin usar el álgebra".[11]

## Maestra de niñas
Con el fallecimiento de su padre en 1738 y de su amigo y colaborador Pedro Martínez en 1739, los apoyos que había tenido la joven María Andresa Casamayor desaparecieron. A diferencia de lo que era habitual para una mujer de la sociedad zaragozana, María Andresa ni se casó ni entró en la Iglesia, así que el resto de su vida trabajó para ganarse la vida. Fue maestra de niñas y, durante buena parte de su vida, maestra de primeras letras en las aulas públicas de la ciudad. Como parte de su retribución, le fue facilitada una casa donde vivir. El edificio, situado en la calle Palomar de Zaragoza, existe en la actualidad.

## Reconocimientos
En 2009 el Ayuntamiento de Zaragoza dio su nombre a un grupo de viviendas, anteriormente "Grupo José Antonio Girón", en el Barrio de Las Fuentes.También Gijón tiene una calle con el nombre de la científica zaragozana.

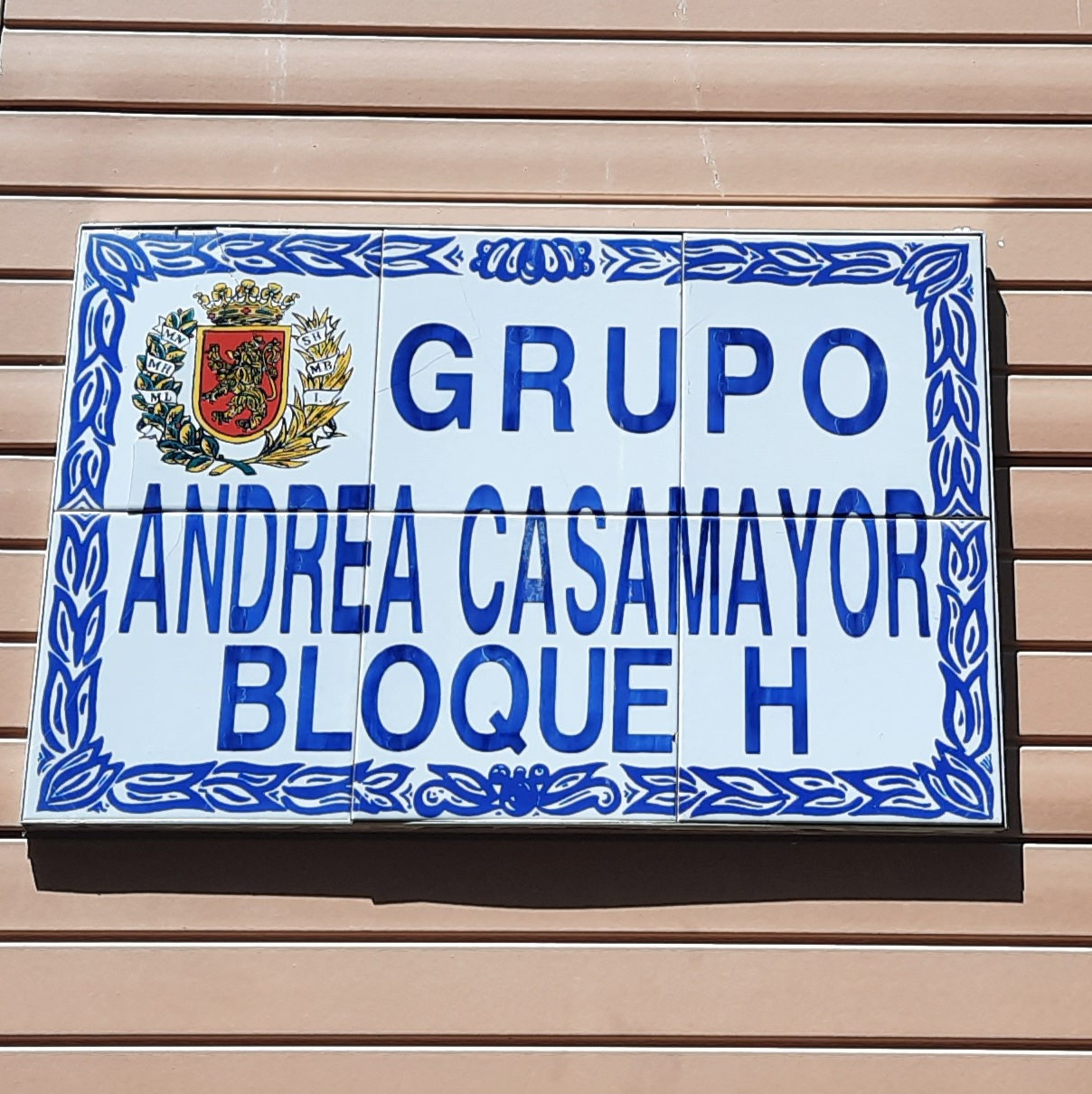
Placa indicativa del grupo de viviendas Andresa Casamayor, en el barrio de Las Fuentes (Zaragoza)

En 2018 fue incluida en la La Tabla Periódica de las Científicas, realizada por el Blog de divulgación "Naukas", junto a científicas de todo el mundo.
Correos de España en junio de 2020 lanzó una serie filatélica Mujeres en la ciencia, cuya primera emisión de sellos está dedicada a los 300 años del nacimiento de Casamayor.
En el municipio madrileño de Paracuellos del Jarama existe un CEIP "Andrea Casamayor" nombrado en su honor.

### Reedición de Tyrocinio Arithmetico
En 2020, 300 años después de su nacimiento en Zaragoza, se reeditó su libro Tyrocinio arithmetico. Instrucción de las quatro reglas llanas.
- Tyrocinio Arithmetico, 1738, María Andresa Casamayor, Prensas de la Universidad de Zaragoza, 2021, ISBN 978-84-1340-248-2.[21]

### Documental
En 2020 fue estrenado el documental La mujer que soñaba con números, realizado por Mirella R. Abrisqueta y producido por SinTregua, donde la figura de Casamayor es la protagonista. Tuvo un preestreno en la Biblioteca Nacional de España en febrero de 2020.